# Gibsova slobodna energija
U termodinamici, Gibsova slobodna energija (IUPAC preporučeno ime: Gibsova energija ili Gibsova funkcija; takođe poznata kao slobodna entalpija da bi se razlikovala od Helmholcove slobodne energije) termodinamički je potencijal koji predstavlja meru „korisnosti“ ili procesom inicirani rad koji se može dobiti iz termodinamičkog sistema na konstantnoj temperaturi i pritisku (izotermski, izobarni proces). Poput mehanike, gde se potencijalna energija definiše kao kapacitet vršenja rada, različiti potencijali imaju različita značenja. Gibsova slobodna energija je maksimalna količina neekspanzionog rada koji se može dobiti iz zatvorenog sistema; taj maksimum se može ostvariti jedino u kompletno reverzibilnom procesu. Kad se sistem menja iz dobro definisanog inicijalnog stanja do dobro definisanog finalnog stanja, Gibsova slobodna energija ΔG je jednaka radu razmenjenom između sistema i njegovog okruženja, minus rad sila pritiska, tokom reverzibilne transformacije sistema iz nekog inicijalnog stanja do nekog finalnog stanja.
Gibsova energija (koja se označava sa ∆G) je takođe hemijski potencijal koji dostiže minimum kad je sistem u ekvilibrijumu na konstantnom pritisku i temperaturi. Njegov derivat po reakcionoj koordinati sistema izčezava u ravnotetžnoj tački. Stoga je ona podesan kriterijum spontanosti za procese sa konstantnim pritiskom i temperaturom. Gibsovu slobodnu energiju, koja se originalno nazivala dostupnom energijom, je razvio tokom 1870-tih američki matematičar Džosaja Vilard Gibs. Gibs je 1873. opisao „dostupnu energiju“ kao „najveću količinu mehaničkog rada koja se može dobiti iz date količine pojedine supstance sa datim početnim stanjem, bez povećanja njene totalne zapremine ili dozvoljavanja toploti da pređe na ili sa spoljašnjih tela, izuzev tako da su na kraju procesi na njihovom početnom stanju”.

## Pregled
Reakcioni sistemi pri normalnim uslovima generalno teže da dostignu stanje minimalne slodne energije. Usled ove opšte prirodne tendencije negativna promena Gibsove slobodne energije (ΔG) je kvantitativna mera povoljnosti potencijalne reakcije. Drugim rečima spontane reakcije oslobađaju energiju. Oslobođena energija je jednaka maksimalnoj količini rada koji se može izvesti kao posledica hemijske reakcije. Nasuprot tome, pozitivna ΔG vrednost ukazuje da je neophodno dodati energiju u obliku rada reakcinom sistemu da bi se odvila reakcija.
Na jednačinu se može gledati sa perspektive sistema, kao i njegovog okruženja (univerzuma). Za potrebe proračuna, podrazumeva se da je data reakcija jedina reakcija koja se odvija u univerzumu. Stoga je entropija koju sistem oslobođa ili apsorbuje, zapravo entropija koju okruženje respektivno mora da apsorbuje ili oslobodi. Reakcija je dozvoljena jedino ako je totalna promena entropije svemira jednaka nuli (stanje toplotne ravnoteže) ili pozitivna. Na unos toplote u „endotermnu“ hemijsku reakciju (npr. eliminaciju cikloheksanola do cikloheksena) se može gledati kao sprezanje nasledno nepovoljne reakcije (eliminacije) sa povoljnom (sagorevanjem uglja ili nekim drugim toplotnim izvorom), tako da je totalna promena entropije svemira veća ili jednaka nuli, te je Gibsova slobodna energija spregnute reakcije negativna.
U tradicionalnoj upotrebi, termin „slobodna“ u kontekstu Gibsove slobodne energije sistema pri konstantnom pritisku i temperaturi označeva energiju koja je „dostupna u obliku korisnog rada“. Taj termini ima slično značenje kod Helmholcove slobodne energije, za sisteme na konstantnoj zapremini i temperaturi). Međutim, sve veći broj knjiga i članaka u naučnim žurnalima ne sadrži termin „slobodna“, već se G jednostavno kao „Gibsovom energijom“. To je ishod jednog IUPAC sastanka iz 1988. na kome je formulisana preporuka da se koristi jedistvena terminologija u međunarodnoj naučnoj zajednici, bez prideva „slobodan“. Taj standard, međutim, nije univerzalno prihvaćen.

## Istorija
Količina nazvana „slobodna energija“ je naprednija i tačnija zamena za zastareli termin afinitet, koji su hemičari koristili u ranijim godinama fizičke hemije da opišu silu koja je izazvala hemijske reakcije.
Godine 1873, Džosaja Vilard Gibs je objavio Metodu geometrijskog predstavljanja termodinamičkih svojstava supstanci pomoću površina, u kojoj je skicirao principe svoje nove jednačine koja je bila u stanju da predvidi ili proceni tendencije različitih prirodnih procesa koji se javljaju kada se tela ili sistemi dovode u kontakt. Proučavajući interakcije homogenih supstanci u kontaktu, odnosno tela sastavljenih od dela čvrste materije, delom tečnosti i delom pare, i korišćenjem trodimenzionalnog grafikona zapremine-entropije-unutrašnje energije, Gibs je uspeo da odredi tri stanja ravnoteže, tj. „nužno stabilan“, „neutralan“ i „nestabilan“, i da li će doći do promena ili ne. Dalje, Gibs je izjavio:
Ako želimo da izrazimo u jednoj jednačini neophodan i dovoljan uslov termodinamičke ravnoteže za supstancu kada je okružena sredinom konstantnog pritiska p i temperature T, ova jednačina se može napisati:

δ(ε − Tη + pν) = 0

kada se δ odnosi na varijaciju koju izazivaju bilo koje varijacije u stanju delova tela, i (kada su različiti delovi tela u različitim stanjima) na proporciju u kojoj je telo podeljeno između različitih stanja. Uslov stabilne ravnoteže je da vrednost izraza u zagradi bude minimalna.
U ovom opisu, kako ga koristi Gibs, ε se odnosi na unutrašnju energiju tela, η se odnosi na entropiju tela, a ν je zapremina tela...
Nakon toga, 1882. godine, nemački naučnik Herman fon Helmholc je okarakterisao afinitet kao najveću količinu rada koji se može postići kada se reakcija izvodi na reverzibilan način, na primer, električni rad u reverzibilnoj ćeliji. Maksimalni rad se stoga smatra smanjenjem slobodne ili raspoložive energije sistema (Gibsova slobodna energija G na T = konstanta, P = konstantna ili Helmholcova slobodna energija F pri T = konstanta, V = konstantna), dok predata toplota je obično mera smanjenja ukupne energije sistema (unutrašnja energija). Dakle, G ili F je količina energije „slobodne” za rad pod datim uslovima.
Do ove tačke, opšti pogled je bio takav da: „sve hemijske reakcije dovode sistem u stanje ravnoteže u kojem afiniteti reakcija nestaju“. Tokom narednih 60 godina, termin afinitet je zamenjen terminom slobodna energija. Prema istoričaru hemije Henriju Lesteru, uticajni udžbenik Termodinamika i slobodna energija hemijskih supstanci iz 1923. autora Gilberta N. Luisa i Merla Randala doveo je do zamene termina „afinitet“ terminom „slobodna energija“ u velikom delu engleskog govornog sveta.‍:206

## Definicije
Gibsova slobodna energija se definiše kao:
{\displaystyle G(p,T)=U+pV-TS}
ili:
{\displaystyle G(p,T)=H-TS}
gde je: 
- - unutrašnja energija (SI jedinica: džul)
- - pritisak (SI jedinica: paskal)
- - zapemina (SI jedinica: 3)
- - temperatura (SI jedinica: kelvin)
- - entropija (SI jedinica: džul po kelvinu)
- - entalpija (SI jedinica: džul)

Izraz za infinitezimalnu reverzibilnu promenu Gibsove slobodne energije kao funkcija njegovih prirodnih promenljivih p i T, za otvoreni sistem, pod uticajem spoljašnjih sila (na primer električne ili magnetne) , koje uzrokuju promenu spoljašnjih parametera sistema  za količinu , se može izvesti na sledeći način iz Prvog zakona za reverzibilne procese:
{\displaystyle T\mathrm {d} S=\mathrm {d} U+p\mathrm {d} V-\sum _{i=1}^{k}\mu _{i}\,\mathrm {d} N_{i}+\sum _{i=1}^{n}X_{i}\,\mathrm {d} a_{i}+\cdots }
{\displaystyle \mathrm {d} (TS)-S\mathrm {d} T=\mathrm {d} U+\mathrm {d} (pV)-V\mathrm {d} p-\sum _{i=1}^{k}\mu _{i}\,\mathrm {d} N_{i}+\sum _{i=1}^{n}X_{i}\,\mathrm {d} a_{i}+\cdots }
{\displaystyle \mathrm {d} (U-TS+pV)=V\mathrm {d} p-S\mathrm {d} T+\sum _{i=1}^{k}\mu _{i}\,\mathrm {d} N_{i}-\sum _{i=1}^{n}X_{i}\,\mathrm {d} a_{i}+\cdots }
{\displaystyle \mathrm {d} G=V\mathrm {d} p-S\mathrm {d} T+\sum _{i=1}^{k}\mu _{i}\,\mathrm {d} N_{i}-\sum _{i=1}^{n}X_{i}\,\mathrm {d} a_{i}+\cdots }
gde je:
- - hemijski potencijal i-te hemijske komponente. (SI jedinica: džul po čestici[10] ili džul po molu[2])
- - broj čestica (ili broj molova) i-te hemijske komponente.

Ovo je jedna forma Gibsove fundamentalne jednačine. U infinitezimalnom izrazu, član koji sadrži hemijski potencijal objašnjava promene u Gibsovoj slobodnoj energiji koja je rezultat priliva ili odliva čestica. Drugim rečima, ona je primenljiva na otvoreni ili zatvoreni, hemijski reakcioni sistem, gde se  menja. Za zatvoreni, nereakcini sistem, ovaj član se može izostaviti.
Proizvoljan broj dodatnih članova može da bude dodat, u zavisnosti od specifičnog sistema koji se razmatra. Osim mehaničkog rada, sistem može da izvršava i brojne druge tipove rada. Na primer, u infinitezimalnom izrazu, kontraktilna radna energija asocirana sa termodinamičkim sistemom koji je kontraktilno vlakno koje se skraćuje za iznos −dl pod dejstvom sile f, rezultirao bi uvođenjem člana f dl. Ako promenljivu veličinu −de sistem stiče na električnom potentcijalu Ψ, električni rad vezan za to je −Ψ de, što se može uključiti u infinitezimalni izraz. Drugi članovi rada se mogu dodati u zavisnosti od zahteva sistema.
Svaka količina u gornjim jednačinama može se podeliti sa količinom supstance, merenom u molovima, da bi se formirala molarna Gibsova slobodna energija. Gibsova slobodna energija je jedna od najvažnijih termodinamičkih funkcija za karakterizaciju sistema. To je faktor u određivanju ishoda kao što su napon elektrohemijske ćelije, i konstanta ravnoteže za reverzibilnu reakciju. U izotermnim, izobaričnim sistemima, Gibsova slobodna energija se može smatrati „dinamičkom“ količinom, po tome što je reprezentativna mera konkurentskih efekata entalpijskih i entropijskih pokretačkih sila uključenih u termodinamički proces.
Temperaturna zavisnost Gibsove energije za idealni gas data je Gibs-Helmholcovom jednačinom, a njena zavisnost od pritiska je data sa
{\displaystyle {\frac {G}{N}}={\frac {G^{\circ }}{N}}+kT\ln {\frac {p}{p^{\circ }}}.}
ili što je pogodnije kao njen hemijski potencijal: 
{\displaystyle {\frac {G}{N}}=\mu =\mu ^{\circ }+kT\ln {\frac {p}{p^{\circ }}}.}
U neidealnim sistemima, fugacitnost dolazi do izražaja.

## Izvođenje
Totalni diferencijal Gibsove slobodne energije u odnosu na prirodne promenljive može se izvesti pomoću Ležandrovih transformacija unutrašnje energije.
{\displaystyle \mathrm {d} U=T\,\mathrm {d} S-p\,\mathrm {d} V+\sum _{i}\mu _{i}\,\mathrm {d} N_{i}.}
Definicija G odozgo je
{\displaystyle G=U+pV-TS}.
Uzimajući totalni diferencijal, imamo
{\displaystyle \mathrm {d} G=\mathrm {d} U+p\,\mathrm {d} V+V\,\mathrm {d} p-T\,\mathrm {d} S-S\,\mathrm {d} T.}
Zamena dU rezultatom iz prvog zakona daje
{\displaystyle {\begin{aligned}\mathrm {d} G&=T\,\mathrm {d} S-p\,\mathrm {d} V+\sum _{i}\mu _{i}\,\mathrm {d} N_{i}+p\,\mathrm {d} V+V\,\mathrm {d} p-T\,\mathrm {d} S-S\,\mathrm {d} T\\&=V\,\mathrm {d} p-S\,\mathrm {d} T+\sum _{i}\mu _{i}\,\mathrm {d} N_{i}.\end{aligned}}}
Prirodne promenljive G su tada p, T, i {Ni}.

### Homogeni sistemi
Imajući u vidu da su S, V, i Ni ekstenzivne varijable, Ojlerova relacija omogućava laku integraciju dU:
{\displaystyle U=TS-pV+\sum _{i}\mu _{i}N_{i}.}
Neke od prirodnih varijabli G su intenzivne, te dG možda neće biti integrisano koristeći Ojlerove relacije kao što je slučaj sa unutrašnjom energijom. Međutim, jednostavna zamena gornjeg integrisanog rezultata za U u definiciju G daje standardni izraz za G:
{\displaystyle {\begin{aligned}G&=U+pV-TS\\&=\left(TS-pV+\sum _{i}\mu _{i}N_{i}\right)+pV-TS\\&=\sum _{i}\mu _{i}N_{i}.\end{aligned}}}
Ovaj rezultat pokazuje da je hemijski potencijal supstance {\displaystyle i} njena (parcijalna) mol(ekul)ar Gibsova slobodna energija. To se primenjuje na homogene, makroskopske sisteme, ali ne na sve termodinamičke sisteme.

## Gibsova slobodna energija reakcija
Sistem koji se razmatra održava se na konstantnoj temperaturi i pritisku, i zatvoren je (materija ne može da uđe ili izađe). Gibsova energija bilo kog sistema je {\displaystyle G=U+pV-TS} i beskonačno mala promena G, pri konstantnoj temperaturi i pritisku, daje
{\displaystyle dG=dU+pdV-TdS}.
Po prvom zakonu termodinamike, promena unutrašnje energije U je data sa
{\displaystyle dU=\delta Q+\delta W}
gde je δQ energija dodata kao toplota, a δW energija dodata kao rad. Rad obavljen na sistemu može se napisati kao δW = −pdV + δWx, gde je −pdV mehanički rad kompresije/ekspanzije koji vrši na sistemu ili ga vrši sistem, a δWx su svi drugi oblici rada, koji mogu uključivati električni, magnetni, itd. Zatim
{\displaystyle dU=\delta Q-pdV+\delta W_{x}}
a infinitezimalna promena G je
{\displaystyle dG=\delta Q-TdS+\delta W_{x}}.
Drugi zakon termodinamike navodi da za zatvoreni sistem na konstantnoj temperaturi (u toplotnom kupatilu), {\displaystyle TdS\geq \delta Q}, i tako sledi da
{\displaystyle dG\leq \delta W_{x}}
Pod pretpostavkom da se vrši samo mehanički rad, ovo se pojednostavljuje do
{\displaystyle dG\leq 0}
To znači da će za takav sistem kada nije u ravnoteži Gibsova energija uvek opadati, a u ravnoteži će infinitezimalna promena dG biti nula. Konkretno, ovo će biti tačno ako sistem doživljava bilo koji broj unutrašnjih hemijskih reakcija na svom putu do ravnoteže.

### U elektrohemijskoj termodinamici
Kada se električni naboj dQele prenese između elektroda elektrohemijske ćelije koja generiše emf {\displaystyle {\mathcal {E}}}, u izrazu za promenu Gibsove energije pojavljuje se električni radni termin:
{\displaystyle dG=-SdT+Vdp+{\mathcal {E}}dQ_{ele},}
gde je S entropija, V je zapremina sistema, p je njegov pritisak i T je njegova apsolutna temperatura.
Kombinacija ({\displaystyle {\mathcal {E}}}, Qele) je primer konjugovanog para promenljivih. Pri konstantnom pritisku gornja jednačina proizvodi Maksvelovu relaciju koja povezuje promenu napona otvorenih ćelija sa temperaturom T (merljiva veličina) sa promenom entropije S kada se naelektrisanje prenosi izotermno i izobarično. Ovo poslednje je usko povezano sa reakcionom entropijom elektrohemijske reakcije koja bateriji daje snagu. Ova Maksvelova relacija je:
{\displaystyle \left({\frac {\partial {\mathcal {E}}}{\partial T}}\right)_{Q_{ele},p}=-\left({\frac {\partial S}{\partial Q_{ele}}}\right)_{T,p}}
Ako mol jona pređe u rastvor (na primer, u Danielovoj ćeliji, kao što je objašnjeno u nastavku), naelektrisanje kroz spoljašnje kolo je
{\displaystyle \Delta Q_{ele}=-n_{0}F_{0}\,,}
gde je n0 broj elektrona/jona, a F0 Faradejeva konstanta, a znak minus označava pražnjenje ćelije. Pod pretpostavkom konstantnog pritiska i zapremine, termodinamička svojstva ćelije su striktno povezana sa ponašanjem njene emf tako što
{\displaystyle \Delta H=-n_{0}F_{0}\left({\mathcal {E}}-T{\frac {d{\mathcal {E}}}{dT}}\right),}
gde je ΔH entalpija reakcije. Količine sa desne strane su sve direktno merljive.

## Korisni identiteti za izvođenje Nernstove jednačine
Tokom reverzibilne elektrohemijske reakcije na konstantnoj temperaturi i pritisku, važe sledeće jednačine koje uključuju Gibsovu slobodnu energiju:
- {\displaystyle \Delta _{\text{r}}G=\Delta _{\text{r}}G^{\circ }+RT\ln Q_{\text{r}}} (vidi hemijsku ravnotežu),
- {\displaystyle \Delta _{\text{r}}G^{\circ }=-RT\ln K_{\text{eq}}} (za sistem u hemijskoj ravnoteži),
- {\displaystyle \Delta _{\text{r}}G=w_{\text{elec,rev}}=-nF{\mathcal {E}}} (za reverzibilni elektrohemijski proces na konstantnoj temperaturi i pritisku),
- {\displaystyle \Delta _{\text{r}}G^{\circ }=-nF{\mathcal {E}}^{\circ }} (definicija {\displaystyle {\mathcal {E}}^{\circ }}),

a preuređenje daje
{\displaystyle {\begin{aligned}nF{\mathcal {E}}^{\circ }&=RT\ln K_{\text{eq}},\\nF{\mathcal {E}}&=nF{\mathcal {E}}^{\circ }-RT\ln Q_{\text{r}},\\{\mathcal {E}}&={\mathcal {E}}^{\circ }-{\frac {RT}{nF}}\ln Q_{\text{r}},\end{aligned}}}
koji povezuje ćelijski potencijal koji je rezultat reakcije sa konstantom ravnoteže i reakcionim količnikom za tu reakciju (Nernstova jednačina),
gde je
- ΔrG, Gibsova promena slobodne energije po molu reakcije,
- ΔrG°, Gibbsova promena slobodne energije po molu reakcije za nepomešane reaktante i proizvode pri standardnim uslovima (tj. 298 K, 100 kPa, 1 M svakog reaktanata i proizvoda),
- R, gasna konstanta,
- T, apsolutna temperatura,
- ln, prirodni logaritam,
- Qr, reakcioni količnik (bez jedinica),
- Keq, konstanta ravnoteže (bez jedinica),
- welec,rev, električni rad u reverzibilnom procesu (konvencija hemijskog znaka),
- n, broj molova elektrona prenesenih u reakciji,
- F = NAe ≈ 96485 C/mol, Faradejova konstanta (naelektrisanje po molu elektrona),
- {\displaystyle {\mathcal {E}}}, potencijal ćelije,
- {\displaystyle {\mathcal {E}}^{\circ }}, standardni ćelijski potencijal.

Štaviše, važi i sledeće
{\displaystyle {\begin{aligned}K_{\text{eq}}&=e^{-{\frac {\Delta _{\text{r}}G^{\circ }}{RT}}},\\\Delta _{\text{r}}G^{\circ }&=-RT\left(\ln K_{\text{eq}}\right)=-2.303\,RT\left(\log _{10}K_{\text{eq}}\right),\end{aligned}}}
koje povezuje konstantu ravnoteže sa Gibsovom slobodnom energijom. To implicira da je u ravnoteži
{\displaystyle Q_{\text{r}}=K_{\text{eq}}} i {\displaystyle \Delta _{\text{r}}G=0.}

## Standardna Gibsova energija promene formiranja
| Supstanca (stanje) | ΔfG°     | ΔfG°       |
| Supstanca (stanje) | (kJ/mol) | (kcal/mol) |
| ------------------ | -------- | ---------- |
| NO(g)              | 87,6     | 20,9       |
| NO2(g)             | 51,3     | 12,3       |
| N2O(g)             | 103,7    | 24,78      |
| H2O(g)             | −228,6   | −54,64     |
| H2O(l)             | −237,1   | −56,67     |
| CO2(g)             | −394,4   | −94,26     |
| CO(g)              | −137,2   | −32,79     |
| CH4(g)             | −50,5    | −12,1      |
| C2H6(g)            | −32,0    | −7,65      |
| C3H8(g)            | −23,4    | −5,59      |
| C6H6(g)            | 129,7    | 29,76      |
| C6H6(l)            | 124,5    | 31,00      |

Standardna Gibsova slobodna energija formiranja jedinjenja je promena Gibsove slobodne energije koja prati formiranje 1 mola te supstance iz njenih sastavnih elemenata, u njihovim standardnim stanjima (najstabilniji oblik elementa na 25 °C i 100 kPa). Njen simbol je ΔfG˚.
Svi elementi u svojim standardnim stanjima (dvoatomski gas kiseonika, grafit, itd.) imaju standardnu Gibsovu promenu slobodne energije formiranja jednaku nuli, pošto nema promene.
ΔfG = ΔfG˚ + RT ln Qf,
gde je Qf reakcioni količnik.
U ravnoteži,  ΔfG = 0, i Qf = K, tako da jednačina postaje
ΔfG˚ = −RT ln K,
gde je K konstanta ravnoteže reakcije formiranja supstance iz elemenata u njihovim standardnim stanjima.

## Grafička interpretacija
Gibsova slobodna energija je originalno bila grafički definisana. Američki inžinjer Vilard Gibs je 1873. objavio svoj prvi termodinamički članak, „Grafički metodi u termodinamici fluida“”, u kojem koristi dve koordinate, entropiju i zapreminu, za predstavljanje stanja tela. U svom sledećem članku, „Method geometrijske reprezentacije termodinamičih svojstava supstanci srednjim vrednostima površina“, objavljenom iste godine, Gibs dodaje treću kordinatu, energiju tela. Škotski fizičar Džejms Klerk Maksvel je 1874. koristio Gibsove slike da definiše trodimenzionu termodonamičku površinu energija-entropija-zapremina fiktivne supstance slične vodi. Da bi se razumeo složen koncept Gibsove slobodne energije neophodno je da se razume njegovo tumačenje originalno definisano sekcijom AB na slici 3, kao i njen Maksvelov prikaz na trodimenzionoj površini.

## Literatura
- Maxwell, James Clerk (1995). Maxwell on Heat and Statistical Mechanics: On "avoiding All Personal Enquiries" of Molecules. Lehigh University Press. стр. 248. ISBN 978-0-934223-34-8.
- Katchalsky, A.; Curran, Peter F. (1965). Nonequilibrium Thermodynamics in Biophysics. Harvard University Press. CCN 65-22045.
- Müller, Ingo (2007). A History of Thermodynamics – the Doctrine of Energy and Entropy. Springer. ISBN 978-3-540-46226-2.
- International Union of Pure and Applied Chemistry Commission on Physicochemical Symbols Terminology and Units (1993). Quantities, Units and Symbols in Physical Chemistry (2nd Edition) (PDF). Oxford: Blackwell Scientific Publications. стр. 48. ISBN 978-0-632-03583-0. Приступљено 28. 12. 2006.
- Reiss, Howard (1965). Methods of Thermodynamics. Dover Publications. ISBN 978-0-486-69445-0.
- Perrot, Pierre (1998). A to Z of Thermodynamics. Oxford University Press. ISBN 978-0-19-856552-9.
- Greiner, Walter; Neise, Ludwig; Stöcker, Horst (1995). Thermodynamics and statistical mechanics. Springer-Verlag. стр. 101.
- Goldstein, Martin; Inge F. (1993). The Refrigerator and the Universe. Harvard University Press. ISBN 978-0-674-75325-9. OCLC 32826343. A nontechnical introduction, good on historical and interpretive matters.
- Kazakov, Andrei; Muzny, Chris D.; Chirico, Robert D.; Diky, Vladimir V.; Frenkel, Michael (2008). „Web Thermo Tables – an On-Line Version of the TRC Thermodynamic Tables”. Journal of Research of the National Institute of Standards and Technology. 113 (4): 209—220. ISSN 1044-677X. PMC 4651616 . PMID 27096122. doi:10.6028/jres.113.016.
- Gibbs J.W. (1928). The Collected Works of J. Willard Gibbs Thermodynamics. New York: Longmans, Green and Co. Vol. 1, pp. 55–349.
- Guggenheim E.A. (1933). Modern thermodynamics by the methods of Willard Gibbs. London: Methuen & co. ltd.
- Denbigh K. (1981). The Principles of Chemical Equilibrium: With Applications in Chemistry and Chemical Engineering. London: Cambridge University Press.
- Stull, D.R.; Westrum Jr. E.F.; Sinke, G.C. (1969). The Chemical Thermodynamics of Organic Compounds. London: John Wiley and Sons, Inc.
- Bazarov I.P. (2010). Thermodynamics: Textbook. (5th изд.). St. Petersburg: Lan publishing house. стр. 384. ISBN 978-5-8114-1003-3. (in Russian)
- Bawendi Moungi G., Alberty Robert A. and Silbey Robert J. (2004). Physical Chemistry. J. Wiley & Sons, Incorporated.
- Alberty Robert A. (2003). Thermodynamics of Biochemical Reactions. Wiley-Interscience.
- Alberty Robert A. (2006). Biochemical Thermodynamics: Applications of Mathematica. Methods of Biochemical Analysis. 48. John Wiley & Sons, Inc. стр. 1—458. ISBN 978-0-471-75798-6. PMID 16878778.
- Dill Ken A.; Bromberg Sarina (2011). Molecular Driving Forces: Statistical Thermodynamics in Biology, Chemistry, Physics, and Nanoscience. Garland Science. ISBN 978-0-8153-4430-8.
- M. Scott Shell (2015). Thermodynamics and Statistical Mechanics: An Integrated Approach. Cambridge University Press. ISBN 978-1107656789.
- Douglas E. Barrick (2018). Biomolecular Thermodynamics: From Theory to Applications. CRC Press. ISBN 978-1-4398-0019-5.
- Bejan, Adrian (2016). Advanced Engineering Thermodynamics (4 изд.). Wiley. ISBN 978-1-119-05209-8.
- Cengel, Yunus A.; Boles, Michael A. (2002). Thermodynamics – an Engineering Approach. McGraw Hill. ISBN 978-0-07-238332-4. OCLC 45791449.
- Dunning-Davies, Jeremy (1997). Concise Thermodynamics: Principles and Applications. Horwood Publishing. ISBN 978-1-8985-6315-0. OCLC 36025958.
- Kroemer, Herbert; Kittel, Charles (1980). Thermal Physics. W.H. Freeman Company. ISBN 978-0-7167-1088-2. OCLC 32932988.

## Spoljašnje veze
- [https://web.archive.org/web/20060710183429/http://wine1.sb.fsu.edu/chm1046/notes/Thermody/Gibbs/Gibbs.htm
- [http://scienceworld.wolfram.com/physics/GibbsFreeEnergy.html
- [http://2ndlaw.oxy.edu/gibbs.html